# Назрин Муизуддин Шах
Султан Назрин Муизуддин Шах (полный титул Султан доктор Назрин Муизуддин Шах ибни Альмархум Султан Азлан Мухибуддин Шах (англ. Sultan Dr Nazrin Muizuddin Shah ibni Almarhum Sultan Azlan Muhibbuddin Shah); род. 27 ноября 1956, Пинанг, Перак, Малайская Федерация) — султан малайзийского султаната Перак с 29 мая 2014 года. С 13 декабря 2016 года по настоящее время, также занимает пост заместителя Верховного правителя (Тимбалан Янг ди-Пертуан Агонг) Малайзии. С 6 по 31 января 2019 года, после отставки Мухаммада V, исполнял обязанности Верховного правителя Малайзии.

## Биография
Назрин Муизуддин Шах родился 27 ноября 1956 года в малайском султанате (штате) Перак. По окончании школы учился в Малайзии, Великобритании и США.
Официально был провозглашён наследником султаната в апреле 1984 года. После внезапной смерти своего отца Султана Туанке Азлан Шаха в мае 2014 года Назрин Муизуддин Шах стал султаном малайзийского штата Перак. C 2014 года является также президентом (канцлером) Университета Малайя, до этого времени являлся вице-канцлером этого Университета.
После вступления в должность султана стал полковником малайзийской армии.
14 октября 2016 года на специальной Конференции правителей Малайзии он был избран на пятилетний срок первым заместителем Верховного правителя Малайзии. Вступил в должность 13 декабря 2016 года. Через два года, 6 января 2019 года, Верховный правитель Малайзии Мухаммад V подал в отставку и эти обязанности перешли к Назрин Муизуддин Шаху. На конференция правителей Малайзии 24 января он был оставлен на посту заместителя Верховного правителя. Исполнял обязанности Верховного правителя до конца января, далее оставался на посту первого заместителя Верховного правителя. В конце октября 2023 года Назрин Муизуддин Шах в третий раз подряд был избран Тимбалан Янг ди-Пертуан Агонгом. Что в истории Малайзии случилось впервые.

## Научная деятельность
Назрин Муизуддин Шах окончил Вустер-колледж в Оксфорде и имеет степень бакалавра в области философии, политики и экономики. Имеет степень магистра в школе управления в Гарвардском университете в политэкономии. Также он получил там учёную степень кандидата технических наук (впоследствии стал доктором). Имеет много научных работ в области экономического и политического развития в Юго-Восточной и Северо-Восточной Азии. Является президентом (канцлером) Университета Малайя, возглавляет в Малайзии научные ассоциации и ряд советов, в частности является патроном Ассоциации современных языков Малайзии.

Назрин-шах с супругой на концерте Симфонического оркестра Университета Малайя. 29 марта 2013 года

## Личная жизнь
Назрин Муизуддин Шах женился 19 мая 2007 года, имеет двух детей.

## Награды
Имеет ряд наград как Перака так и других малайзийских штатов и самой Малайзии, а также Брунея.